# Fritz Lobinger
Fritz Lobinger (ur. 22 stycznia 1929 w Pasawie, zm. 3 sierpnia 2025 w Pretorii) – niemiecki duchowny rzymskokatolicki, w latach 1988-2004 biskup Aliwal w Południowej Afryce.
Święcenia prezbiteratu przyjął 29 czerwca 1955 i został inkardynowany do diecezji Ratyzbony. 18 listopada 1987 papież Jan Paweł II mianował go biskupem Aliwal. Sakrę biskupią przyjął z rąk ówczesnego biskupa Kokstadu, Wilfrida Napiera 27 lutego następnego roku. 29 kwietnia 2004 Jan Paweł II przyjął jego rezygnację z urzędu, złożoną ze względu na osiągnięcie wieku emerytalnego.